# Impossible Creatures
Impossible Creatures è un videogioco strategico in tempo reale (RTS) prodotto nel 2003 da Relic Entertainment in collaborazione con Microsoft Game Studios. La caratteristica distintiva del gioco rispetto ad altri RTS consiste nel fatto che il giocatore può creare eserciti composti da unità personalizzate. Ogni esercito comprende 9 tipi di "creature"; ognuna di esse è la libera combinazione di due animali scelti da un insieme di 50 specie (75 con tutti i mod ufficiali installati), per un totale di oltre 127.000 combinazioni. Ogni animale (e quindi ogni combinazione) ha un insieme peculiare di caratteristiche (velocità, resistenza, tipi di attacco disponibili, e via dicendo). L'ambientazione del gioco è una sorta di incrocio fra L'isola del dottor Moreau e Jurassic Park.
Come la maggior parte degli RTS, Impossible Creatures comprende una campagna (una sequenza di partite predefinite che sviluppano una storia) e consente all'utente di impostare liberamente partite sia in multiplayer che contro il computer.

## Trama
Nel 1937, il dottor Eric Chanikov, in esilio nel suo laboratorio in un arcipelago sperduto nell'oceano, crea la "tecnologia Sigma", che consente di creare nuove specie animali combinando coppie di animali di diverse specie.
Rex Chance (vero cognome: Chanikov), un reporter di guerra, va in cerca del padre. Giunto al laboratorio conosce la dottoressa Lucy Willing, l'assistente di suo padre, e scopre che suo padre è stato ucciso dal malvagio miliardario Upton Julius, che ha intenzione di usare la tecnologia Sigma per conquistare il mondo insieme ai suoi tirapiedi (Whitey Hooten, Velika la Pette, Dottor Otis Ganglion). Rex e Lucy riescono a sconfiggere i malvagi, scoprendo nel frattempo che Rex è dotato di poteri sovrumani, essendo stato lui stesso creato usando la tecnologia Sigma.

### Prima parte: le isole artiche

#### Livello 1: Exile
Nel filmato introduttivo, Rex Chance riceve una lettera dal padre, il dottor Eric Chanikov (vedi il paragrafo precedente), e si reca sull'isola dove egli è tenuto prigioniero, Isla Undisonus, nell'arcipelago (immaginario) di Variatas, al largo della costa cilena. Trova un laboratorio abbandonato, dove scopre a sue spese il potere della Tecnologia Sigma: un branco di "Wolorpion" (fusione di lupo e scorpione) lo aggredisce.
Incontra Upton Julius, che sta per farlo sbranare, ma viene salvato dall'assistente di Chanikov, la dottoressa Lucy Willing, armata di un fucile a dardi sonniferi, che lo porta a bordo di un laboratorio semovente simile a un incrocio tra una locomotiva e un elicottero. È l'11 giugno 1937.
100 miglia più a sud, una delle eliche del laboratorio si rompe, imponendo un atterraggio di fortuna sulla costa innevata della gelida Isla Exsilium (dal latino: "esilio").
Su quest'isola il giocatore, controllando Rex e il suo fucile a dardi, dovrà raccogliere il Dna dei primi quattro animali: il coyote, il puma, la moffetta e l'istrice (quest'ultimo capace di lanciare aculei dalla testa), mentre Lucy provvede a raccogliere il carbone e a costruire le strutture produttrici di elettricità (carbone ed elettricità sono le due risorse del gioco).
Un altro compito di Rex è la "diplomazia" con gli indigeni dell'arcipelago: si recherà infatti nel villaggio eschimese a nord per venire a sapere che la sua presenza ha causato un violento attacco da parte di alcune creature Sigma, «affamate di cani da slitta».
Una volta sconfitte le creature con l'aiuto della stessa Tecnologia Sigma, grazie all'aiuto della dottoressa Willing, il laboratorio sarà riparato ma per abbandonare l'isola occorre del carburante. Si viene a sapere dagli indigeni che si può trovare del carburante sull'altra metà dell'isola, collegata alla prima durante la notte da un ponte di ghiaccio.

#### Livello 2: Renewal
Il secondo livello, il cui titolo significa "rinnovo" è ambientato nello stesso giorno e sulla stessa isola. Tuttavia ora il giocatore ha la possibilità di collezionare altre due creature: il lemming, capace di scavare cunicoli, e il lupo.
Il nuovo obiettivo di Rex è trovare e liberare dalla creature nemiche la cisterna di carburante sull'estremità a nord di Isla Exsilium. A quel punto, scoprirà un operaio (henchman) abbandonato che lavorerà per lui in cambio di pietà da parte sua e porta un barile di benzina al laboratorio.
Da lui si viene a sapere di uno dei sottoposti di Upton Julius, un ex-baleniere gobbo e dal carattere brutale di nome Whitey Hooten, a cui appartengono le creature affrontate finora, generalmente prodotte secondo criteri di potenza e resistenza.
In quel momento il laboratorio si alza in volo e si posa presso la cisterna per salvare l'isola dalle armate di Hooten, e dando a Lucy l'occasione di reperire il progetto di una struttura, il cosiddetto "amplificatore genetico" (genetic amplifier; le traduzioni sono prese dal manuale italiano ufficiale), utilizzato per aumentare le doti (attacco, corazza, velocità, ecc.) delle creature.

#### Livello 3: Fathers and Sons
Il laboratorio cambia di nuovo posizione: il 13 giugno raggiunge un'altra isola artica, Isla Undisonus (undisonus è un aggettivo latino che indica i luoghi dove si ode il rumore delle onde). Qui il giocatore può trovare creature di una certa stazza come l'ariete, il ghiottone, il grizzly e il bue muschiato. Parallelamente, Lucy troverà i progetti di una turbina per produrre più elettricità, il "generatore" (electrical generator) e una torre di difesa che ferisce i nemici con scariche di ultrasuoni, la "torretta sonica" (soundbeam tower).
All'inizio del livello, Rex deve trovare un esploratore eschimese perdutosi nella pianura ghiacciata: questi gli indicherà gli avamposti di Hooten. Distrutti questi, Rex ritroverà il laboratorio di Chanikov (visto nel filmato introduttivo) e lo esplorerà, non trovando traccia del padre. Comunque, scoprirà dardi a neurotossine (neuro toxins), estremamente efficaci contro le creature nemiche.
Dopo la distruzione delle tre basi di Hooten, questi rivelerà a Rex, attraverso una radio nascosta presso il laboratorio di Chanikov, queste parole:
(Whitey Hooten)

#### Livello 4: Ship Wreck
Il laboratorio approda l'indomani, 14 giugno, a Isla Glacialis, un'isola montagnosa, piena di valli e canyon e tagliata in due da un imponente ghiacciaio che le dà il nome. Qui si trovano tre specie, l'orso polare, l'aragosta, capace di nuotare e di rigenerare lentamente le ferite, e la civetta delle nevi, in grado di volare. Oltre a queste, si trovano anche due strutture che Lucy dovrà acquisire: l'"acquario" (water chamber), finalizzato alla produzione di creature marittime, e il "centro di ricerca" (research clinic), utilizzato per aumentare l'efficienza di operai ed edifici in generale.
Fin dall'inizio della missione la base sarà sotto attacco: tra le varie creature, Hooten ne invia una dalla potenza terrificante, un misto di orca e orso polare, che emette dalla bocca ultrasuoni che infliggono ai nemici pesanti ferite.
Dopo la distruzione di alcuni avamposti, Whitey Hooten, pazzo di rabbia, si erge in cima ad una montagna durante un filmato e urla insulti sconnessi che provocano una frana: il ghiacciaio crolla e l'armata di Rex e Lucy può sferrare il colpo finale.
La vendetta di Rex Chance si consuma di lì a poco: la base centrale viene distrutta e la Bressau, la nave incagliata di Whitey Hooten, sprofonda negli abissi trascinando con sé il suo proprietario.

### Seconda parte: le isole tropicali

#### Livello 5: Trial by Fire
Il 18 giugno il laboratorio, che non può reggere un viaggio direttamente fino all'isola di Julius, atterra in un'isola di savana, Isla Aduro, dove la fauna cambia radicalmente (vi si trovano la zebra, la giraffa, il babbuino e il camaleonte, capace di rendersi invisibile alla maggior parte dei nemici).
Rex e Lucy incontrano il secondo alleato di Julius, Velika laPette, una donna alta, scheletrica, dallo sguardo altezzoso e dal caratteristico accento francese, a bordo di un piccolo elicottero monoposto.
Aduro, in latino, significa "bruciare": infatti, dopo pochi minuti il laboratorio e un vicino villaggio indigeno sono minacciati da un violento incendio appiccato da Velika. Anche il titolo di questa missione, Trial by fire, significa "la prova del fuoco".
Recatosi al villaggio, Rex ottiene il Dna del pesce arciere, che ha la capacità di lanciare acqua sul terreno: ibridi mezzo-pesce spengono così l'incendio e Rex ottiene dagli indigeni, a titolo di ringraziamento, anche il Dna della libellula.
Durante la battaglia sull'isola, che termina con la distruzione del laboratorio nemico, Lucy acquisisce i progetti della "torretta contraerea" (anti-air tower, una difesa devastante contro i nemici volanti), della "voliera" (air chamber, produttrice di unità volanti) e della "siepe di rovi" (bramble fences), un recinto di rovi geneticamente modificati per proteggere le proprie basi.

#### Livello 6: Flying Machines
Il giorno dopo, 19 giugno, Rex e Lucy stabiliscono la loro nuova base su un'isola vulcanica, Isla Eruptio, coperta per metà di roccia nera e per metà di savana. Questa tappa ha origine dall'idea di Rex di appropriarsi dei progetti dell'elicottero di Velika, il "convertiplano" (gyrocopter).
In quest'isola si trovano ben sei specie animali: il cobra, capace di sputare veleno, la iena, la pantera, lo scimpanzé, che lancia rocce esplosive, e due animali estremamente potenti: il gorilla e il coccodrillo.
Il livello si divide idealmente in tre parti: nella prima, l'armata di Rex e Lucy raggiunge il cratere vulcanico al centro dell'isola, circondato da laghi e montagne; poi, si incontra un operaio abbandonato, ex-pilota di convertiplani, che in cambio di protezione da Velika offrirà a Rex i suoi servigi e riparerà il suo velivolo; infine, nella terza, grazie al convertiplano riparato il giocatore può edificare una base sulla costa sud-occidentale di Isla Eruptio e distruggere l'avamposto di Velika.

Fatto questo, in un filmato Velika abbandonerà un operaio sull'isola: 
Operaio: Ma... dove andate?
Velika: [in posa drammatica] Ah, di certo i selvaggi assetati di sangue saranno ancora qui. Devo pur mettermi in salvo.
Operaio: Selvaggi assetati di sangue?»
L'operaio viene catturato e confessa che alcuni degli indigeni sono stati portati sulla successiva isola per esperimenti della Tecnologia Sigma da condursi su di loro.

#### Livello 7: A Friend in Need
L'isola incontrata il 20 giugno, Isla Ligatio (in latino: legame), a differenza della precedente, è coperta di vegetazione e popolata da quattro villaggi indigeni. Ha una forma a C capovolta con larghi banchi di sabbia e un isolotto a sud dove approda il laboratorio.
All'inizio della missione, un abitante dell'isola chiede aiuto per la sua gente, intrappolata nella zona del Tempio fra quattro palizzate di bambù.
Provoca poi la fuga della fauna dell'isola, impedendo a Rex di acquisire nuovi Dna finché non avranno riportato i prigionieri a casa. Distrutto il recinto, infatti, il giocatore dovrà scortare gli indigeni fino ai loro villaggi, ottenendo come ricompensa i Dna del piranha per il primo villaggio, del pipistrello per il secondo (in grado di vedere grazie al suo sonar naturale aree anche molto lontane), del calabrone per il terzo e della tartaruga per il quarto.
Durante questo livello, Rex sembra assumere la capacità di rigenerare le ferite.

#### Livello 8: The Wicked Sky Witch
Rex è deciso a sconfiggere Velika a tutti i costi, perciò dice a Lucy di portarlo dalla sua isola; ma dovrà sconfiggere anche Humphery e Bugsy, due suoi alleati; quindi per la prima volta dovrà battere tre nemici nella stessa partita.
Bisogna catturare il DNA del rinoceronte, dell'ippopotamo, del ghepardo, del varano di Komodo, dello squalo martello e dell'aquila.
Come primo compito deve eliminare tutti gli scout di Velika (sparandogli contro), poi deve distruggere i laboratori di Humphery e Bugsy ed infine quello di Velika che si trova su un albero.
Dopo aver distrutto il laboratorio di Velika, lei salirà sul suo convertiplano e, dopo alcuni malfunzionamenti, cadrà nel mare vicino e quindi affogherà come Whitey Hooten al livello 4.

### Terza parte: le isole desertiche

#### Livello 9: Mouth of the Beast
In questo livello, sebbene il giocatore sia arrivato alle isole desertiche troverà ancora il drago di Komodo, il ghepardo ed il rinoceronte. Il laboratorio, dopo essere arrivato su Isla Perculsus, approda su di una piccola isola molto esposta agli attacchi ma che, dopo che Lucy avrà finito di riparare il laboratorio e Rex di aver preso i DNA dell'avvoltoio, dello scorpione e della murena, cambierà postazione e si sposterà a Nord Ovest lasciando la base precedente in balia di alcune creature nemiche. Il giocatore ha quindi un'ampia disponibilità di creature da fondere e potrà creare un esercito da mandare a distruggere il laboratorio nemico oppure i quattro generatori elettrici che si trovano sopra dei geyser

## Peculiarità del gioco
La possibilità di creare unità da combattimento combinando i numerosi animali disponibili apre numerose possibilità inedite da un punto di vista strategico. Sfortunatamente, alcune combinazioni risultano essere particolarmente efficaci, contribuendo così a sbilanciare il gioco. Queste combinazioni (per esempio babbuino+capodoglio) sono dette "abused" ("abusate") nella comunità dei giocatori e generalmente proibite nelle competizioni online.

## Altre versioni
Dopo la pubblicazione di Impossible Creatures, Relic ha reso disponibili per il download gratuito due espansioni (dette "mod"), con nuovi animali e nuove mappe.
- Insect invasion 1.0
- Insect invasion 1.4

Altre "mod" sono state sviluppate successivamente dalla community con l'SDK e i "companion tools" pubblicati da Relic:
- Creatures Chaos 2.81 e 2.82
- Creatures Chaos 4.2
- Creatures Chaos 4.3
- Creatures Chaos 7.0

## Gli animali
- Formica (Ant)
- Pesce arciere (Toxotidae) (Archerfish)
- Armadillo (Armadillo)
- Babbuino (Baboon)
- Pipistrello (Bat) (probabilmente un pipistrello vampiro)
- Toro (Bull)
- Cammello (Camel) (in realtà un dromedario)
- Camaleonte (Chameleon)
- Ghepardo (Cheetah)
- Scimpanzé (Chimpanzee)
- Coyote (Coyote)
- Coccodrillo (Crocodile)
- Libellula (Dragonfly)
- Aquila (Eagle)
- Anguilla elettrica (Electric eel)
- Elefante (Elephant)
- Giraffa (Giraffe)
- Gorilla (Gorilla)
- Grande squalo bianco (Great white shark)
- Grizzly (Grizzly bear)
- Squalo martello (Hammerhead shark)
- Ippopotamo (Hippopotamus)
- Calabrone (Hornet)
- Iena (Hyena)
- Orca (Killer whale)
- Varano di Komodo (Komodo dragon)
- Lemming (Lemming)
- Leonessa (Lioness)
- Aragosta (Lobster)
- Puma (Mountain lion)
- Bue muschiato (Musk ox)
- Pantera nera (Panther)
- Piranha (Piranha)
- Dendrobates (Poison frog)
- Orso polare (Polar bear)
- Istrice (Porcupine)
- Mantide religiosa (Praying mantis)
- Ariete (Ram)
- Ratto (Rat)
- Rinoceronte (Rhinoceros)
- Scorpione (Scorpion)
- Moffetta (Skunk)
- Chelydra serpentina, o "tartaruga alligatore" (Snapping turtle) (rappresentata nel gioco senza coda)
- Civetta delle nevi (Snowy owl)
- Capodoglio (Sperm whale)
- Cobra sputatore (Spitting cobra)
- Tigre (Tiger)
- Avvoltoio (Vulture)
- Lupo (Wolf)
- Ghiottone (Wolverine)
- Zebra (Zebra)

### Possibilità di sbloccare altri animali
Per Impossible creatures, è possibile eseguire dal sito Microsoft del gioco un download gratuito di 10 animali, non presenti nel programma di installazione predefinito del gioco: sono il delfino (Dolphin), l'aguglia (Garfish), il cavallo (Horse), il canguro (Kangaroo), l'alce (Moose), il serpente a sonagli (Rattlesnake), il corvo (Raven), il facocero (Warthog), il tricheco (Walrus) e il mammut lanoso (Woolly mammooth).

### Abilità speciali
Quasi tutti gli animali di Impossible Creatures, oltre al mero attacco fisico (morsi, pugni, colpi di coda, punture, ecc.) dispongono di abilità speciali tattiche che ne condizionano l'utilizzo in battaglia. Esse sono:
- Anti-barriera (Barrier destroy): la creatura è in grado di distruggere efficacemente edifici e recinzioni.
  - Aragosta, Scorpione.
- Artiglieria (Artillery attack): la creatura lancia un proiettile che esplode all'impatto con il terreno, danneggiando amici e nemici nei pressi di quel punto.
  - Scimpanzé, Pesce arciere.
- Attacco elettrico (Electric burst): la creatura emette un potente impulso elettrico che, entro un certo raggio, ferisce amici e nemici presenti.
  - Anguilla elettrica.
- Balzo (Leap attack): la creatura balza sul nemico nel combattimento ravvicinato, infliggendo danni extra al primo impatto.
  - Ghepardo, Leonessa, Mantide, Pantera, Puma, Tigre.
- Branco (Herding): la creatura riceve un bonus difensivo quando vicina ad altre tre creature della stessa specie.
  - Ariete, Bue muschiato, Elefante, Gorilla, Ippopotamo.
- Caccia di gruppo (Pack hunter): la creatura riceve un bonus offensivo quando vicina ad altre tre creature della stessa specie.
  - Babbuino, Iena, Leonessa, Lupo, Piranha, Scimpanzé.
- Carica (Charge attack): la creatura si lancia alla carica nel combattimento ravvicinato e il primo colpo infligge danni extra.
  - Ariete, Elefante, Ippopotamo, Rinoceronte, Toro.
- Corna (Horns): la creatura abbassa il livello di difesa dell'avversario nel combattimento ravvicinato.
  - Ariete, Bue muschiato, Elefante, Rinoceronte, Toro.
- Furia (Frenzy): la creatura diventa temporaneamente più veloce e infligge maggiori danni, ma diventa anche più vulnerabile.
  - Avvoltoio, Ghiottone, Piranha, Squalo bianco.
- Immunità (Immunity): la creatura è immune agli attacchi chimici ("nube venefica", "veleno", "tocco velenoso", "malattia" e lo sputo del cobra).
  - Calabrone, Formica, Libellula, Mantide, Squalo bianco, Squalo martello.
- Impulso sonar (Sonar pulse): la creatura può vedere per un certo tempo una regione anche lontanissima del territorio, incluse le creature mimetizzate o sepolte.
  - Capodoglio, Orca, Pipistrello.
- Malattia (Plague): la creatura diffonde un morbo velenoso durante il combattimento ravvicinato, che contagia ogni nemico nelle vicinanze.
  - Ratto.
- Mimetizzazione (Camouflage): la creatura è invisibile a buona parte dei nemici, tranne che quando attacca o quando usa altre abilità speciali.
  - Camaleonte.
- Nube venefica (Stink cloud): la creatura emette una nube di breve durata che stordisce le unità nemiche rallentandole e protegge quelle alleate dagli attacchi a distanza.
  - Moffetta.
- Nuoto (Swimming): la creatura può nuotare.
  - Anguilla elettrica, Aragosta, Capodoglio, Coccodrillo, Ippopotamo, Orca, Orso polare, Pesce arciere, Piranha, Squalo bianco, Squalo martello, Tartaruga alligatore
- Raffica di aculei (Quill burst): la creatura lancia aculei in ogni direzione, ferendo amici e nemici nelle vicinanze.
  - Istrice.
- Resistenza (High endurance): La creatura ricarica più velocemente le altre abilità speciali ed è immune agli ultrasuoni e agli attacchi chimici.
  - Cammello, Lupo, Zebra.
- Rigenerazione (Regeneration): la creatura cura lentamente le proprie ferite con il passare del tempo.
  - Aragosta, Camaleonte, varano di Komodo.
- Sensi acuti (Keen sense): la creatura può vedere nemici mimetizzati e/o sepolti.
  - Coyote, Iena, Lupo, Squalo martello.
- Sepoltura (Digging): la creatura può scavare cunicoli che la proteggono dalla vista e dall'attacco di buona parte dei nemici.
  - Formica, Lemming.
- Tocco velenoso (Poison touch): la creatura avvelena tutti i nemici che la toccano, ferendole e rallentando i loro movimenti.
  - Rana, Varano di Komodo.
- Veleno (Poison): la creatura inietta al nemico un veleno che provoca una paralisi parziale (cioè infligge danni e diminuisce per un momento forza e velocità) al nemico.
  - Calabrone, Scorpione, Varano di Komodo.
- Volo (Flight): la creatura può volare e l'abilità "nube venefica" non la rallenta (pur danneggiandola).
  - Aquila, Avvoltoio, Calabrone, Civetta delle nevi, Libellula, Pipistrello.
- Senza abilità speciali (a parte nuoto o volo):
  - Aquila, Armadillo, Civetta delle nevi, Cobra sputatore, Coccodrillo, Giraffa, Grizzly, Orso polare, Tartaruga alligatore.

#### Abilità innate
La maggior parte delle abilità sono collegate ad una specifica parte del corpo di un animale (ad esempio, il veleno dello scorpione ha sede nella coda, la raffica di aculei dell'istrice nel dorso). Alcune, invece, le cosiddette "abilità innate", sono date semplicemente dalla presenza di un certo progenitore e non da una parte del corpo.
Per esempio: incrociando un cammello con un'aragosta, avendo tutte le membra di aragosta si perderà la resistenza del cammello, che ne richiede il busto. Avendo tutte le membra del cammello, si perderà l'anti-barriera dell'aragosta ma non la rigenerazione, che sarà presente comunque.
Le abilità innate sono: Branco, Caccia di gruppo, Furia, Immunità e Rigenerazione.